# 폭탄먼지벌레
폭탄먼지벌레(Asian bombardier beetle)는 딱정벌레과에 속하는 종 중 하나이다. 일본에서는 miidera beetle로 불리며, 주로 한반도와 일본, 윈난성에 분포하고 있다. 복부 내의 특수한 화학 반응으로 꽁무늬에서 섭씨 100도 이상 고온의 방어 물질을 발사하는 것에 착안하여 '폭탄먼지벌레'라는 이름이 붙었다.